# 茅ケ崎 (横浜市)
茅ケ崎（ちがさき）は、神奈川県横浜市都筑区にある地域。この項では、茅ケ崎中央（ちがさきちゅうおう）と茅ケ崎町（ちがさきちょう）について述べる。茅ケ崎中央は区内最大の商業地で、港北ニュータウンの中核である。
茅ヶ崎の表記もよく用いられるが、「横浜市区の設置並びに区の事務所の位置、名称及び所管区域を定める条例」では茅ケ崎と定められている（ただし、後述のように古くは茅ヶ崎と表記されていた）。

## 概要
茅ケ崎中央には区役所があり、行政や金融機関が集まる。一般的には「センター南」と呼ばれることが多い。北に隣接する中川中央は「センター北」と呼ばれ、合わせて港北ニュータウンの中心的な地区を形成している。
茅ケ崎東、茅ケ崎南は住宅街である。茅ケ崎東の東部を中原街道（神奈川県道45号丸子中山茅ヶ崎線）が通っており、周辺の案内標識では混乱を避けるため、「茅ヶ崎市方面」を茅ヶ崎ではなく茅ヶ崎市と表記している。
地名の由来は後北条氏が建てた茅ヶ崎城からとったといわれている。この城は小机城の支城として使われた。

## 歴史
- 江戸期までは、武蔵国都筑郡茅ヶ崎村であった。
- 1889年（明治22年）4月1日 - 町村制施行に伴い、中川村大字茅ヶ崎となる。
- 1939年（昭和14年）4月1日 - 横浜市港北区に編入され、中川村大字茅ヶ崎が茅ケ崎町となる[7]。
- 1947年（昭和22年）11月12日 - 耕地整理に伴い、中川町の一部を茅ケ崎町に編入、茅ケ崎町の一部を大棚町に編入[8]。
- 1969年（昭和44年）10月1日 - 横浜市の行政区再編成に伴い、改めて港北区に編入される[9]。
- 1970年（昭和45年）9月19日 - 緑区荏田町の一部を茅ケ崎町に編入。
- 1987年（昭和62年）5月6日 - 住居表示の実施[10]に伴い、茅ケ崎町の一部が茅ケ崎南三丁目、茅ケ崎南四丁目、茅ケ崎南五丁目、緑区荏田東四丁目に編入[11]。
- 1989年（平成元年）2月27日 - 住居表示の実施[12]に伴い、茅ケ崎町の一部が茅ケ崎東二丁目、茅ケ崎東三丁目、茅ケ崎南二丁目に編入[13]。
- 1991年（平成3年）11月11日 - 住居表示の実施[14]に伴い、茅ケ崎町の一部が茅ケ崎南一丁目に編入[15]。
- 1994年（平成6年）11月6日 - 住居表示の実施[16]に伴い、茅ケ崎町、東方町の一部が茅ケ崎南二丁目に編入、荏田町の全部、茅ケ崎町の一部から茅ケ崎中央が設置される[17]。横浜市の行政区再編成に伴い、都筑区に編入される[18]。
- 1995年（平成7年）10月16日 - 住居表示の実施[19]に伴い、勝田町、茅ケ崎町の一部から茅ケ崎東一丁目が設置される[20]。
- 2004年 - 住居表示の実施に伴い、茅ケ崎町の一部から茅ケ崎東四丁目・五丁目を新たに設置、また茅ケ崎町の一部が茅ケ崎中央に編入した[21][22]。これにともない茅ケ崎町は早渕川北側の大棚町に囲まれた狭い区域のみになった。

## 世帯数と人口
2025年（令和7年）6月30日現在（横浜市発表）の世帯数と人口は以下の通りである。
| 町丁       | 世帯数    | 人口    |
| ---------- | --------- | ------- |
| 茅ケ崎中央 | 3,124世帯 | 6,038人 |
| 茅ケ崎町   | 12世帯    | 21人    |

### 人口の変遷
国勢調査による人口の推移。

#### 茅ケ崎中央
| 年                 | 人口  |
| ------------------ | ----- |
| 1995年（平成7年）  | 5     |
| 2000年（平成12年） | 1,583 |
| 2005年（平成17年） | 3,470 |
| 2010年（平成22年） | 5,064 |
| 2015年（平成27年） | 5,470 |
| 2020年（令和2年）  | 6,202 |

#### 茅ケ崎町
| 年                 | 人口 |
| ------------------ | ---- |
| 1995年（平成7年）  | 676  |
| 2000年（平成12年） | 642  |
| 2005年（平成17年） | 29   |
| 2010年（平成22年） | 32   |
| 2015年（平成27年） | 29   |
| 2020年（令和2年）  | 25   |

### 世帯数の変遷
国勢調査による世帯数の推移。

#### 茅ケ崎中央
| 年                 | 世帯数 |
| ------------------ | ------ |
| 1995年（平成7年）  | 1      |
| 2000年（平成12年） | 768    |
| 2005年（平成17年） | 1,692  |
| 2010年（平成22年） | 2,350  |
| 2015年（平成27年） | 2,543  |
| 2020年（令和2年）  | 2,945  |

#### 茅ケ崎町
| 年                 | 世帯数 |
| ------------------ | ------ |
| 1995年（平成7年）  | 246    |
| 2000年（平成12年） | 237    |
| 2005年（平成17年） | 10     |
| 2010年（平成22年） | 11     |
| 2015年（平成27年） | 10     |
| 2020年（令和2年）  | 10     |

## 学区
市立小・中学校に通う場合、学区は以下の通りとなる（2024年11月時点）。
| 丁目・町丁 | 番地 | 小学校                 | 中学校               |
| ---------- | ---- | ---------------------- | -------------------- |
| 茅ケ崎中央 | 全域 | 横浜市立茅ヶ崎東小学校 | 横浜市立茅ヶ崎中学校 |
| 茅ケ崎町   | 全域 | 横浜市立茅ヶ崎東小学校 | 横浜市立茅ヶ崎中学校 |

## 事業所
2021年（令和3年）現在の経済センサス調査による事業所数と従業員数は以下の通りである。
| 町丁       | 事業所数  | 従業員数 |
| ---------- | --------- | -------- |
| 茅ケ崎中央 | 753事業所 | 13,275人 |

### 事業者数の変遷
経済センサスによる事業所数の推移。
| 年                 | 事業者数 |
| ------------------ | -------- |
| 2016年（平成28年） | 779      |
| 2021年（令和3年）  | 753      |

### 従業員数の変遷
経済センサスによる従業員数の推移。
| 年                 | 従業員数 |
| ------------------ | -------- |
| 2016年（平成28年） | 13,109   |
| 2021年（令和3年）  | 13,275   |

## 交通
- 横浜市交通局横浜市営地下鉄ブルーライン（3号線）
- 横浜市交通局横浜市営地下鉄グリーンライン（4号線）
  - センター南駅（茅ケ崎中央）

## 施設

### 主な施設
- 都筑区役所 （茅ケ崎中央）
- 都筑郵便局 （茅ケ崎中央）
- 昭和医科大学横浜市北部病院 （茅ケ崎中央）

### 金融機関
- みずほ銀行 （茅ケ崎中央）
- 三井住友銀行 （茅ケ崎中央）
- 三菱UFJ銀行 （茅ケ崎中央）
- 横浜銀行 （茅ケ崎中央）
- 静岡銀行 （茅ケ崎中央）

### オフィス
- AOKIホールディングス本社
- クリエートメディック本社

### 商業施設
- 港北 TOKYU S.C. （茅ケ崎中央）
- コーナン （茅ケ崎中央）

### 神社・寺院
- 杉山神社（茅ケ崎中央に所在） - 武蔵国の式内社である杉山神社の論社の一つ。

## その他

### 日本郵便
- 集配担当する郵便局と郵便番号は以下の通りである[32]）。

| 町丁       | 郵便番号 | 郵便局     |
| ---------- | -------- | ---------- |
| 茅ケ崎中央 | 224-0032 | 都筑郵便局 |
| 茅ケ崎町   | 224-0031 | 都筑郵便局 |

### 警察
町内の警察の管轄区域は以下の通りである。
| 町丁       | 番・番地等 | 警察署     | 交番・駐在所       |
| ---------- | ---------- | ---------- | ------------------ |
| 茅ケ崎中央 | 全域       | 都筑警察署 | センター北駅前交番 |
| 茅ケ崎町   | 全域       | 都筑警察署 | 北山田駅前交番     |